# Goniothalamus leiocarpus
Goniothalamus leiocarpus (W.T.Wang) P.T.Li – gatunek rośliny z rodziny flaszowcowatych (Annonaceae Juss.). Występuje w południowej części Chin – w południowym Junnanie. 

## Morfologia
PokrójZimozielone drzewo dorastające do 5 m wysokości.
LiścieMają kształt od podłużnego do podłużnie odwrotnie jajowatego. Mierzą 6–28,5 cm długości oraz 4,5–9 cm szerokości. Nasada liścia jest klinowa. Blaszka liściowa jest o wierzchołku od ostrego do krótko spiczastego. Ogonek liściowy jest nagi i dorasta do 6–10 mm długości.
KwiatyZebrane w pary, rozwijają się w kątach pędów. Mierzą 16 mm średnicy. Działki kielicha mają owalny kształt, są mniej lub bardziej owłosione od wewnętrznej strony i dorastają do 5 mm długości. Płatki mają żółtoczerwonawą barwę, zewnętrzne owalny kształt, są owłosione i osiągają do 18–23 mm długości, natomiast wewnętrzne mają odwrotnie jajowaty kształt i mierzą 13 mm długości. Kwiaty mają 18 nagich owocolistków o równowąskim kształcie i długości 4 mm.
OwocePojedyncze mają jajowaty kształt, zebrane w owoc zbiorowy. Są nagie. Osiągają 40–70 mm długości oraz 22–42 mm szerokości.

## Biologia i ekologia
Rośnie w lasach. Występuje na wysokości od 700 do 1600 m n.p.m. Kwitnie od maja do lipca, natomiast owoce pojawiają się od sierpnia do listopada.